# تشارلز هوكينز
تشارلز هوكينز (بالإنجليزية: Charles Hawkins)‏ (20 يونيو 1817 - 9 سبتمبر 1846) هو لاعب كريكت بريطاني (وحمل سابقاً جنسية المملكة المتحدة لبريطانيا العظمى وأيرلندا).